# Ivan Krastev
Ivan Iotov Krastev, búlgar: Иван Йотов Кръстев (Lukovit, 1 de gener de 1965) és un politòleg i intel·lectual búlgar, president del Centre d'Estratègies Liberals de Sofia, Bulgària, membre permanent de la junta directiva de l'Institut de Ciències Humanes de Viena. També és fundador i membre del consell d'administració del Consell Europeu de Relacions Exteriors i membre del Consell de l'Institut Nacional d'Estudis Estratègics de Londres. Entre 2005 i 2011 va ser redactor en cap de l'edició búlgara de Foreign Policy. La seva obra inclou: In Mistrust We Trust: Can Democracy Survive When We Don't Trust Our Leaders (TED Books, 2013), The Anti-American Century (Central European University Press, 2007), del qual és coeditor, i Shifting Obsessions: Three Essays on the Politics of Anticorruption (Central European University Press, 2004). Alguns dels seus articles han aparegut a El País.